# Anneke van Giersbergen
Anna Maria van Giersbergen (* 8. března 1973, Sint-Michielsgestel, Nizozemsko), vystupující jako Anneke van Giersbergen je nizozemská zpěvačka a skladatelka, která se nejvíce proslavila svým působením ve skupině The Gathering v letech 1994 až 2007. Kromě vydávání svých sólových alba působí také v projektu The Gentle Storm hudebníka Arjena Lucassena či ve své vlastní kapele VUUR.

## Sólová diskografie
- Air (2007)
- In Your Room (2009)
- Everything Is Changing (2012)
- Drive (2013)